# Ordu
Ordu è una città e un distretto della provincia di Ordu, in Turchia.